# Zolotucha (Astrachaňská oblast)
Zolotucha je sídlo vesnického typu (selo) v Achtubinském rajónu Astrachaňské oblasti Ruska. Je sídlem stejnojmenného vesnického okresu.
Nachází se na levém břehu řeky Achtuby mezi údolní nivou Volha-Achtubinsk na západě a stepní zónou na východě. Vzdálenost od Achtubinska je 68 km.

## Historie
Selo bylo založení roku 1828 za vlády cara Mikuláše I. První osadníci přišli z Voroněžské gubernie.